# Reggina 1914
Reggina 1914, bis 2015 als Reggina Calcio bekannt, ist ein italienischer Fußballverein der Stadt Reggio Calabria. Seine Heimspiele bestreitet Reggina im 27.454 Zuschauer fassenden Stadio Oreste Granillo. Die Vereinsfarbe ist Amarant.

## Geschichte
Der Verein wurde am 11. Januar 1914 als Unione Sportiva Reggio Calabria gegründet. Im Laufe der Geschichte ist der Verein 1944, 1986 und am 14. Juli 2015 neugegründet worden. Die ehemalige Reggina Calcio 1986 s.p.a. des Inhabers Lillo Foti hat aus finanziellen Gründen darauf verzichtet, sich im Lega-Pro-Wettbewerb 2015/16 einzuschreiben.
In der Saison 1964/65 erreichte Reggina den ersten Aufstieg in der Serie B. Von 1999 bis 2009 war Reggina neun Spielzeiten in der Serie A, sieben davon ununterbrochen. Das beste Serie-A-Ergebnis war der 12. Platz in der Saison 1999/2000.
In den letzten Jahren spielte Reggina in der italienischen Serie A und Serie B. 2006 war Reggina in den Fußball-Skandal um Luciano Moggi verwickelt und wurde mit elf Punkten Abzug bestraft. Vor der Saison 2006/07 als sicherer Absteiger gehandelt, sicherte sich Reggina am letzten Spieltag durch einen Heimsieg gegen AC Mailand den Ligaerhalt. In der Saison 2008/09 stieg Reggina Calcio als Vorletzter in die Serie B ab. 2013/14 stieg Reggina – auch wegen eines Strafpunktes – in die Lega Pro ab. Reggina belegte in der Saison 2014/15 (noch als Reggina Calcio) den 19. Platz in der Lega Pro und gewann die Playouts im Derby gegen Messina (Hin- und Rückspiel 1:0 gewonnen). Am 21. Mai wurden die zuvor abgezogenen 4 Strafpunkte auf 1 reduziert. Dennoch schaffte es Reggina nicht, die Voraussetzungen für den Verbleib in der Lega Pro zu erfüllen, und wurde am 14. Juli 2015 vom Wettbewerb 2015/16 ausgeschlossen.
In der Zwischenzeit wurde ein neuer Verein gegründet, der die Stadt Reggio Calabria im Fußball repräsentieren soll. Der neue Verein wurde als ASD Reggio Calabria (Associazione Sportiva Dilettantistica Reggio Calabria) neu gegründet und startete ab der Saison 2015/16 in der Serie D. Das Ziel ist es, die über 100-jährige Geschichte des Fußballs der Stadt Reggio Calabria weiterzuführen. Neuer Präsident des Clubs ist Mimmo Praticò. Der neue Trainer für die Saison 2015/16 der ASD Reggio Calabria ist der ehemalige Spieler Ciccio Cozza.
Am 8. März 2016 änderte ASD Reggio Calabria den Vereinsnamen vorübergehend SSD Reggio Calabria SRL (Società Sportiva Dilettantistica Reggio Calabria a Responsabilità Limitata). Am 18. Juli 2016 wurde dem Vereinsnamen wieder Reggina zugefügt. Der Verein heißt seitdem Urbs Sportiva Reggina 1914. Trainer der Saison 2016/17 ist Karel Zeman. Seit dem 4. Oktober 2016 darf Reggina das alte Stadion in Sant’Agata wieder nutzen. Es erfolgte eine Mietvereinbarung für die Nutzung des Stadions.
Am 4. August 2016 wurde auf einem Beschluss der FIGC hin entschieden, dass in der Lega Pro die bisherigen 48 Mannschaften auf 60 hochgestockt werden. Damit wurde Reggina für die Lega Pro (Serie C bis zur Saison 2007/08 und seit 2017/18; von 2008/09 bis 2016/17 Lega Pro) zugelassen. Dort schloss man im Girone C 2016/17 mit dem 13. Platz die Saison ab.
Für die Saison 2017/18 wurde der Trainer Agenore Maurizi verpflichtet. Am 10. Januar 2019 erfolgte die Eigentumsübertragung an die M&G durch die Übernahme von 97,1 % der Aktien der Urbs Reggina 1914 Srl. Luca Gallo übernahm 86,66 % der Aktien von P&P Sport Srl der Familie Praticò und 10,44 % von De Caridi und Simonetta.
Luca Gallo, Präsident der M&G Holding Srl und alleiniger Eigentümer aller zu M&G gehörenden Unternehmen, übernimmt die Rolle des Präsidenten der Urbs Reggina 1914 Srl.
Der Club feiert am 11. Januar 2019 105 Jahre Jubiläum.
Am 21. Mai 2018 unterzeichnete der Trainer der Jugendmannschaft und ehemalige Reggina Spieler Roberto Cevoli einen Jahresvertrag als Cheftrainer.
Reggina gibt bekannt, dass sie die Marke „Reggina Calcio“ und damit das Logo, die Auszeichnungen und Titel des ehemaligen in Konkurs gegangenen Besitzers erworben hat.
Reggina wurde Serie C Meister der Saison 2019/20. Die Saison wurde aufgrund der COVID-19-Pandemie beendet. Reggina, zur Zeit des Abbruchs auf Platz 1 der Tabelle, wurde zum Serie C Meister erklärt und hat sich somit den direkten Aufstieg in die Serie B gesichert. Dort belegte man in der Saison 2020/21 den 11. Platz.
Nach zwei Saisons in der Serie B, die auf dem 11. und 14. Platz abgeschlossen wurden, verschuldet sich die Gesellschaft und gerät erneut in eine Krise: Gallo behält die Präsidentschaft des Vereins Amaranto bis zu seiner Verhaftung im Mai 2022 aufgrund der gerichtlichen Ermittlungen, in die er in Zusammenhang mit seiner unternehmerischen Tätigkeit verwickelt war. Vorübergehend wird Reggina dem alleinigen Geschäftsführer Fabio De Lillo anvertraut und an den Unternehmer aus Lamezia, Felice Saladini, verkauft, wodurch das Risiko eines erneuten Bankrotts abgewendet wird. Zum Präsidenten wird Marcello Cardona ernannt, ein Präfekt und ehemaliger Fußballschiedsrichter. Filippo Inzaghi wurde im Juli 2022 bei Reggina als neuer Trainer verpflichtet, er unterschrieb einen Dreijahresvertrag. Die Saison 2022–2023 endet mit einem 7. Platz und der damit verbundenen Teilnahme an den Play-offs, die in der ersten Runde gegen Südtirol verloren wurden.
Am 9. Juni 2023 hat das Gericht von Reggio Calabria (Abteilung für Insolvenzangelegenheiten) auf den Antrag der Reggina 1914 S.r.l. gemäß den Artikeln 57 ff. CCII zur Genehmigung der Umschuldungsvereinbarungen und der Vereinbarungen über Steuer- und Sozialversicherungsforderungen entschieden und diese Vereinbarungen genehmigt. Dennoch wird Reggina im darauffolgenden Juli aufgrund einiger finanzieller Verfehlungen der vorherigen Geschäftsführung aus der Serie B Meisterschaft ausgeschlossen. Gleichzeitig verkaufen Felice Saladini und Angelo Ferraro, die gemeinsam den Club kontrollierten, 100 % der Anteile an den Unternehmer Manuele Ilari.
Nach der Ablehnung des Einspruchs beim Verwaltungsgericht Latium schließt der Staatsrat am 30. August die Mannschaft endgültig von der Serie B Meisterschaft aus. Am darauffolgenden Tag ordnet der italienische Fußballverband (FIGC) die Freistellung der bei der Gesellschaft unter Vertrag stehenden Spieler an.
Infolge dieser Ereignisse wird durch eine kommunale Ausschreibung eine neue Gesellschaft gegründet, La Fenice Amaranto ASD, die zwar die Vereinsfarben beibehält, aber keine rechtlichen Verbindungen zur Reggina 1914 hat, welche weiterhin geschäftlich existiert und Eigentümerin der Marke und der sportlichen Tradition des Clubs ist. Nach einigen Wochen lehnt die FIGC die Namensänderung in LFA Reggio Calabria ab, da die Fristen abgelaufen sind; dennoch wird der Verein weiterhin in allen offiziellen Mitteilungen unter diesem Namen firmieren. Anschließend wird er als überzählige Mannschaft in die Gruppe I der Serie D für die Saison 2023–2024 aufgenommen.
Am 29. Mai 2024 erwirbt der Eigentümer bei der Zwangsversteigerung die Marke Reggina 1914.

## Ehemalige Spieler
- Nicola Amoruso
- Salvatore Aronica
- Roberto Baronio
- Emanuele Belardi
- Rolando Bianchi
- Erjon Bogdani
- Emiliano Bonazzoli
- Marco Borriello
- Wiktor Budjanski
- Giancarlo Camolese
- Marco Caneira
- Franco Causio
- Lampros Choutos
- Bernardo Corradi
- Francesco Cozza
- Aimo Diana
- David Di Michele
- Simone Giacchetta
- Emil Hallfreðsson
- Martin Jiránek
- Mohamed Kallon
- Salvatore Lanna
- Julio César de León
- Alessandro Lucarelli
- Giampiero Marini
- Giandomenico Mesto
- Shunsuke Nakamura
- Paolo Orlandoni
- Carlos Humberto Paredes
- Manuel Pasqual
- Simone Perrotta
- Felice Piccolo
- Andrea Pirlo
- Massimo Rastelli
- Alessio Scarpi
- Giovanni Tedesco
- Cesare Valinasso
- Jorge Francisco Vargas
- Ilyas Zetulayev

## Ehemalige Trainer
- Antonio Angelillo (1977–1978)
- Fulvio Bernardini (1950–1951)
- Alberto Bigon (1986–1987)
- Luigi De Canio (2002–2003)
- Giancarlo Camolese (2003–2004)
- Fabrizio Castori (2013)
- Francesco Cozza (2015–2016)
- Enzo Ferrari (1992–1994)
- Filippo Inzaghi (2022–2023)
- András Kuttik (1934–1935)
- Tommaso Maestrelli (1964–1968)
- Walter Mazzarri (2004–2007)
- Maino Neri (1971–1972)
- Walter Novellino (2009)
- Gaetano Salvemini (1981–1982)
- Nevio Scala (1987–1989)
- Renzo Ulivieri (2007–2008)

## Titel und Erfolge
(Quelle:)
| Saison  | Erfolge                                      |
| ------- | -------------------------------------------- |
| 1964/65 | Meister der Serie C, Aufstieg in die Serie B |
| 1983/84 | Aufstieg in die Serie C1                     |
| 1985/86 | Aufstieg in die Serie C1                     |
| 1987/88 | Aufstieg in die Serie B                      |
| 1994/95 | Aufstieg in die Serie B                      |
| 1998/99 | Aufstieg in die Serie A                      |
| 2001/02 | Aufstieg in die Serie A                      |
| 2015/16 | Aufstieg in der Lega Pro*                    |
| 2019/20 | Meister der Serie C, Aufstieg in die Serie B |

*Serie C: bis 2007/08, Lega Pro: 2008/09 bis 2016/17, Serie C: ab 2017/18